# 根川緑道

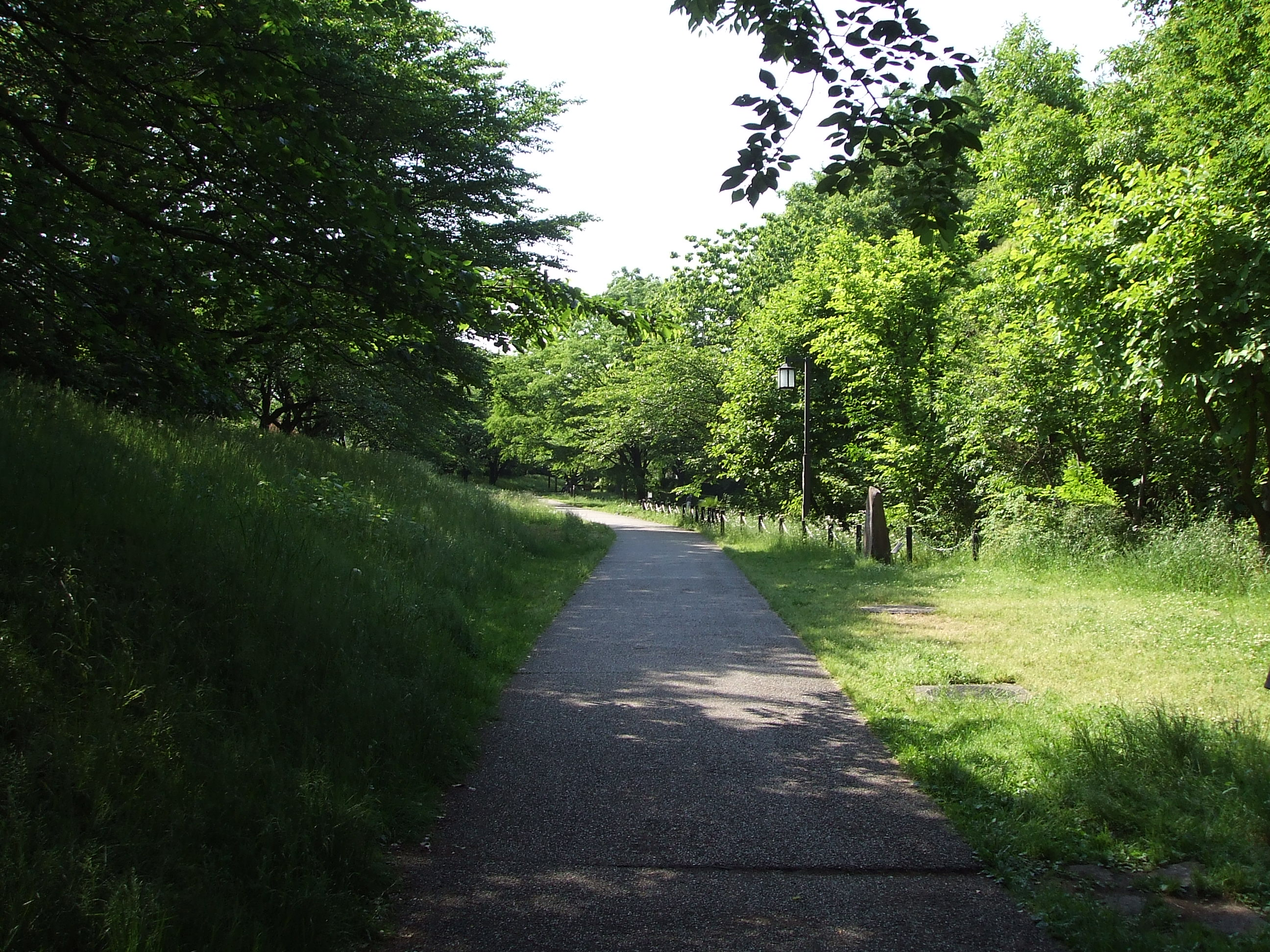
遊歩道エリア

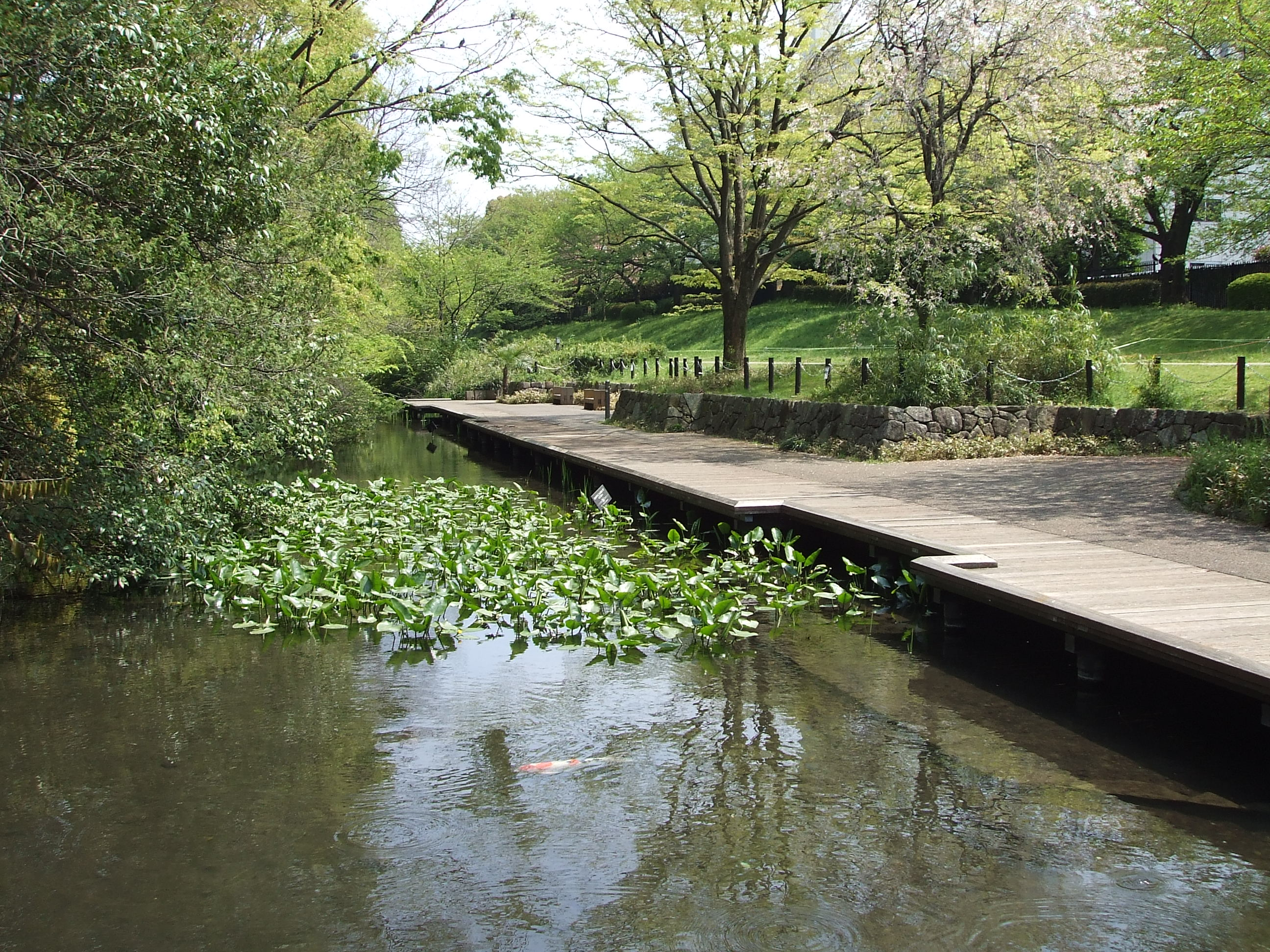
親水エリア

根川緑道（ねがわりょくどう）は、東京都立川市柴崎町にある緑道公園。立川公園根川緑道。
水辺の環境を保全しつつ、人々が安全に水に親しめる公園整備をめざして、国土交通省が推進する「アクアパークモデル事業」の一環として認定されたプロジェクトである。

## 概要
立川市には、多摩川、残堀川、根川、矢川の四つの河川と、玉川上水が流れている。かつての根川は「巨大都市・東京に残された自然景観や生態系を保持する数少ない自然の回廊」といわれる多摩川に、立川台地と多摩川沿いの低地との段丘から染み出る湧水を集めて注ぐ3キロメートルの河川であった。江戸時代から近隣の住民の憩いの場として親しまれ、昭和10年には氾濫防止の改修の際に土手にサクラが植栽され、それ以後花見の名所となった。
その後も大雨による氾濫が繰り返されたため、残堀川への流路変更を行い、昭和47年に下流区間を残して埋立てられた。埋立区間は水路のある都市計画公園・根川緑道として整備された。当初、水路へは井戸水が供給されていたが、昭和57年以後、水源を下水処理場からの砂濾過水とした。しかし、水質の悪化が進行したのを機に、平成5年に完成した処理場施設からの高度処理水を改めて根川に利用することになったものである。
この事業の計画・設計は、豊富な処理水を用いる、無菌の処理水を微生物の棲める生きた水に戻すための玉石と粘土の川底、瀬と深みの組み合せ、水草植栽による浄化から雨水の浸透、浄化を促す浸透舗装や草地の土手とソメイヨシノを主景とした花見の名所を復活させる既存樹木の間引きによる修景、かつての根川や水辺に生息していた生物が棲める環境をつくり、風景を再現するために周辺の水辺からの水辺植物の導入と水生生物の移入、陰陽の水面をつくる樹木配置など、新しい根川緑道として再編することである。
事業主体は立川市。設計が山本紀久（全体監修）、中田研童、高林則之（基本 - 実施設計・監理）田中雅広（生物調査）。施工は、山本玉翠園、清香園、関東緑花。施工期間は1992年10月から1994年3月。
こうして涸れかかった旧根川の小水路沿いにつくられた。この緑道に、隣接する下水処理場から放出される、毎分1.7トンの処理水を導水して、平均幅30メートル、延長1.4キロメートルにわたって、市民に豊かな川辺の自然と憩いの場を提供したもので、1990年の設計開始から7年をかけて整備された。
川辺の生態系の多様性の実現を第一義とし、陸域から水域、水底への横断面と、上流から下流への縦断面に変化を持たせ、多彩な水生動物の生息環境をつくり、それらの生き物が自在に移動できるような、縦横の生物コリドー（廊下）として、一体的に構成している。具体的には、
1. 既存のコンクリート三面張りの水路を取り除き、粘土、玉石、蛇籠、編柵などを用いた自然の水際線をつくる。
2. 常緑樹が多く混在し、過密で陰鬱化していた樹群を間引き、川面に陽光を入れる[3]。
3. サクラの名所として植栽されていたソメイヨシノの約半数も除伐して個体の健全化を図り、「水辺のサクラの名所」として復活させる[4]。
4. 水辺の生物を身近に観察する場、水遊びの出来る場を分離、整備して、水への親和を誘導する[5]。

ソメイヨシノを含む既存の樹木を間引きし、中低木類を整理して明るくのびやかな春の小川の情景を取り戻している。